# Claopodium crispulum
Claopodium crispulum là một loài Rêu trong họ Thuidiaceae. Loài này được (Bosch & Sande Lac.) Broth. mô tả khoa học đầu tiên năm 1908.